# 松崎藩
松崎藩（まつざきはん）は、江戸時代前期に16年間存在した、久留米藩の支藩である。藩庁は筑後国御原郡松崎（現在の福岡県小郡市松崎）の松崎陣屋に置かれた。

## 概要
寛文8年（1668年）、有馬頼利（久留米藩第3代藩主）の遺領から、有馬豊祐（久留米藩第2代藩主・忠頼の養子）に御原郡内19か村1万石が分与されて立藩した。豊祐は松崎街道（薩摩街道の一部）を開設し、城下の松崎宿を整備するなど藩政に力を尽くした。しかし貞享元年（1684年）、豊祐は姉婿である陸奥窪田藩主・土方雄隆の後継者問題に巻き込まれ、親族として解決に力を尽くさなかったとして改易された。旧領地は幕府直轄領となったのち、元禄10年（1697年）に久留米藩に還付された。

## 歴代藩主
外様 1万石
1. 豊祐